# (9594) Garstang
(9594) Garstang  es un asteroide del cinturón principal perteneciente al cinturón de asteroides, región del Sistema solar que se encuentra entre las órbitas de Marte y Júpiter.
Fue descubierto el 4 de septiembre de 1991 por Robert H. McNaught desde el Observatorio de Siding Spring.

## Designación y nombre
Designado provisionalmente como 1991 RG, fue nombrado por Roy Henry Garstang (1925-2009) quien realizó contribuciones fundamentales en física atómica y espectroscopía astronómica. Pionero en la modelización de la contaminación lumínica, promovió la protección del cielo nocturno. Subdirector del Observatorio de la Universidad de Londres (1959-1964), se incorporó posteriormente al profesorado de la Universidad de Colorado en Boulder.

## Características orbitales
Garstang está situado a una distancia media del Sol de 2,238 ua, pudiendo alejarse hasta 2,452 ua y acercarse hasta 2,024 ua. Su excentricidad es 0,096 y la inclinación orbital 3,914 grados. Emplea 1222,70 días en completar una órbita alrededor del Sol.

## Características físicas
La magnitud absoluta de Garstang es 14,99. Tiene un diámetro de 4,063 km y un albedo de 0,479.